# Virtus.pro

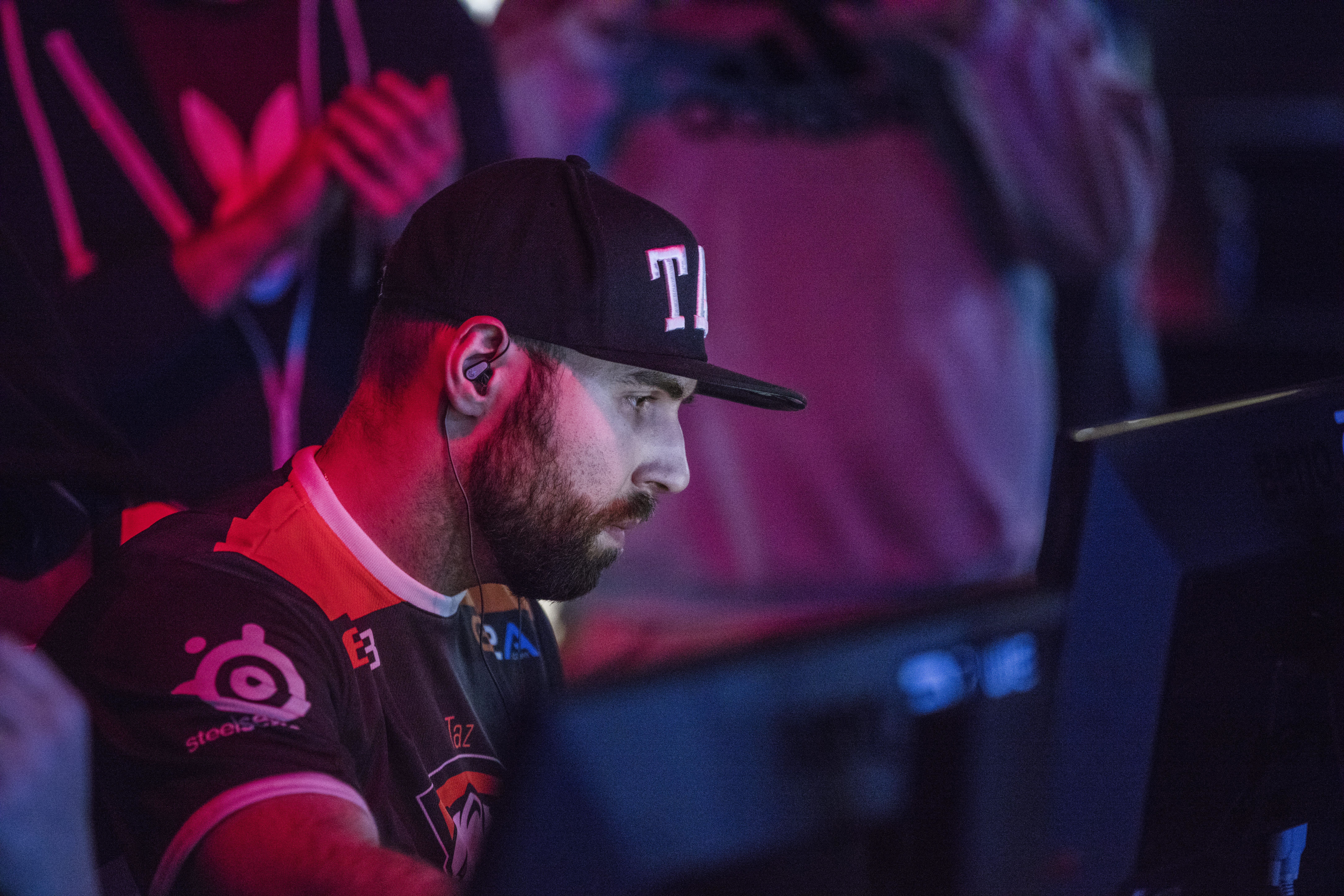
Wiktor „TaZ” Wojtas – gracz Virtus.pro w latach 2013–2018

Virtus.pro (VP, ros. Виртус.про) – rosyjska organizacja e-sportowa założona w 2003 roku. Według danych z 2018 roku składała się z drużyn rywalizujących w następujących grach komputerowych: Counter-Strike: Global Offensive, Dota 2, Paladins, Starcraft 2 oraz Fortnite Battle Royale. W listopadzie 2015 drużyna otrzymała od spółki Aliszera Usmanowa, USM Holdings, ponad 100 milionów dolarów funduszy na dalszy rozwój. W 2016 roku była drugą najlepiej zarabiającą drużyną w grze Counter-Strike: Global Offensive na świecie (801 900 dolarów).

## Counter-Strike: Global Offensive
13 grudnia 2018 z powodu słabych wyników drużyny organizacja ogłosiła zawieszenie dywizji w CS:GO. 24 grudnia 2018 organizacja zaprezentowała nowy skład zespołu.
16 grudnia 2019 Virtus.pro podpisało długoterminowe kontrakty z byłymi graczami zespołu Avangar. Tym samym po 6 latach barwy drużyny w CS:GO przestali reprezentować Polacy (do grudnia 2019 roku roster w CS:GO traktowany był de facto jako drużyna polska – przy jej nazwie w grze oraz na nagrodach widniała flaga Polski).

### Skład drużyny
- Kaisar „ICY” Faiznurov
- Timur „FL4MUS” Marev
- Pyotr „fame” Bolyshev
- Evgeny „FL1T” Lebedev
- Denis „electroNic” Sharipov[9]

### Byli gracze
- Jarosław „pashaBiceps” Jarząbkowski (rifler (lurker), AWPer, członek drużyny od 2013 do 2019)[10]
- Michał „Okoliciouz” Głowaty (aktywny w 2019)
- Wiktor „TaZ” Wojtas (aktywny: 2013–2018)
- Filip „Neo” Kubski (aktywny: 2014–2018)
- Piotr „morelz” Taterka (aktywny w 2018)
- Mateusz „Toao” Zawistowski (rifler, 2018–2019)[11]
- Paweł „byali” Bieliński (członek drużyny od 2014 do 2019)[12]
- Janusz „Snax” Pogorzelski (lider, 2014–2018, 2018–2019)
- Tomasz „phr” Wójcik (rifler, 2019)[13]
- Michał „Michu” Müller (entry fragger, 2018–2019)
- Michał „snatchie” Rudzki (AWPer, 2018–2019)
- Arkadiusz „Vegi” Nawojski (rifler, 2019)[14]
- Mareks „YEKINDAR” Gaļinskis (2020-2022)[15][16]
- Aleksandr „KaiR0N-" Anashkin (2023-2023)

### Wyniki
| 2013 - 3. miejsce – Copenhagen Games 2013 - 1. miejsce – SLTV StarSeries V 2013 2014 - 2. miejsce – Copenhagen Games 2014 - 1. miejsce – EMS One Katowice 2014 - 5–8. miejsce – ESL One Cologne 2014 - 3–4. miejsce – DreamHack Winter 2014 2015 - 3–4. miejsce – ESL One Katowice 2015 - 3–4. miejsce – ESL One Cologne 2015 - 5–8. miejsce – DreamHack Open Kluż-Napoka 2015 - 3–4. miejsce – Faceit 2015 Stage 3 Finals | 2016 - 5–8. miejsce – MLG Major Championship: Columbus - 1. miejsce – SL i-League Invitational: Kijów - 3–4. miejsce – ESL One Cologne 2016 - 1. miejsce – Eleague Season 1 - 1. miejsce – Dreamhack Bucharest 2016 - 2. miejsce – ESL One New York 2016 - 2. miejsce – EPICENTER 2016 - 5–6. miejsce – IEM Katowice 2017 | 2017 - 2. miejsce – Eleague Major: Atlanta 2017 - 1. miejsce – DreamHack Masters Las Vegas 2017 - 1. miejsce – Adrenaline Cyber League - 3–4. miejsce – PGL Major: Kraków 2017 - 2. miejsce – EPICENTER 2017 - 2. miejsce – SL i-League Invitational Shanghai 2017 - 7–8. miejsce – IEM Katowice 2017 2018 - 15–16. miejsce – Eleague Major: Boston 2018 - 2. miejsce – V4 Future Sports Festival – Budapeszt 2018 - 13–16. miejsce – IEM Katowice 2018 - 3–4. miejsce – IEM Szanghaj 2018 |

## Dota 2

### Skład drużyny
- Roman „Ramzes666” Kusznarew
- Wołodymyr „No[o]ne” Minenko[30]
- Paweł „9pasha” Chwastunow
- Vladimir „RodjER” Nikogosyan
- Aleksiej „Solo” Berezin[31]

### Wyniki
2017
- 3–4. miejsce – ESL One Genting 2017
- 2. miejsce – Kiev Major 2017
- 5–6. miejsce – The International 2017
- 1. miejsce – DOTA Summit 7
- 1. miejsce – ESL One Hamburg 2017

2018
- 5–6. miejsce – ESL One Genting 2018
- 1. miejsce – ESL One Katowice 2018
- 1. miejsce – The Bucharest Major
- 3. miejsce. – Dota 2 Asia Championship 2018
- 4. miejsce – Epicenter XL
- 1. miejsce – ESL One Birmingham 2018
- 2. miejsce – China Dota2 Supermajor

## Paladins

### Skład drużyny
- Iwan „UnlimitedPower” Miedinskij
- Jurij „madmak” Macanow
- Jegor „Madaarra” Perminow
- Aleksandr „emptyzeee” Biechtieriew
- Lew „elvenpath” Strokow

### Byli gracze
- Lukas „CogCog” Mirbt
- Leander „isbittenner” Aspestrand
- Simon „Simsiloo” Andersson
- Espen „Sephicloud” Krispien

## Fortnite Battle Royale
W lipcu 2018 utworzono sekcję gry Fortnite Battle Royale. Należy do niej dwóch graczy:
- Artur „7ssk7” Kjurszin
- Dżamal „Jamside” Sajdajew

## Hearthstone
1 lutego 2018 organizacja zamknęła swoją dywizję w Hearthstone.

### Byli gracze
- Artiom „DrHippi” Krawiec
- Ole „Naiman” Batyrbekov
- Raphael „BunnyHoppor” Peltzer

## Quake Champions
13 czerwca 2018 organizacja zamknęła swoją dywizję w Quake Champions.

### Byli gracze
- Aleksiej „Cypher” Januszewskij
- Maciej „Av3k” Krzykowski

## World of Tanks
Reprezentacja w World of Tanks została rozwiązana we wrześniu 2015 roku.

### Ostatni skład
- Dmitrij „Kycok_Ov4arku” Kasatkin
- Iwan „Break_neck” Fefelow
- Maksim „Dellight” Siniczkin
- Siergiej „JustCauz” Osipenko
- Andrej „koreetz” Kasparow
- Iwan „Vors1lk” Fokin
- Wiktor „bishop” Nowohatskij

## Heroes of the Storm
W czerwcu 2016 roku reprezentacja w Heroes of the Storm została rozwiązana. Jako powód decyzji zarząd organizacji wskazał niską popularność tej gry.

### Ostatni skład
- Wsewołod „Cebkaje” Demianenko
- Oleg „PowerOfDreams” Bondarenko
- Aleksiej „Shtyr” Sztylenkow
- Andriej „AndyLendi” Piszikow
- Ilja „Unnstable” Grigorjew
- Władisław „Neon” Zelinski

### Byli zawodnicy
- Arthur „bkbgrnrjefek” Hlibovs
- Jewgienij „Lunarn” Ewdokimow
- Andriej „AndyLendi” Piszczikow
- Alena „Gela” Szuspanikowa
- Stiepan „Kunichan” Żilin